# Александер Беркіс
Алекса́ндер Бе́ркіс (англ. Alexander Valdonis Berkis; 1916 — ?) — американський історик латиського походження. Спеціаліст з історії герцогства Курляндії і Семигалії. Працював у США і Канаді. Доктор філософії (1956, Вісконсинський університет). Автор першої академічної монографії англійською мовою про історію Курляндії-Семигалії (1969).

## Праці

### Дисертації
- Магістерська: The history of the Duchy of Courland (1561-1795)  [Архівовано 13 листопада 2020 у Wayback Machine.]

### Монографії
- Berkis, A. The Reign of Duke James in Courland (1638-1682). University of Wisconsin, 1956.
- Berkis, A. The history of the Duchy of Courland (1561-1795). Towson: P. M. Harrod, 1969. (рецензія [Архівовано 8 червня 2018 у Wayback Machine.] в The American Historical Review, Volume 76, Issue 4, October 1971, Pages 1191–1192)